# Cervalces scotti
Cervalces Scotti hay còn gọi là nai sừng tấm đực (Stag-moose) là một con nai sừng tấm lớn, với cái mõm giống như một con nai điển hình phân bố Bắc Mỹ trong kỷ Pleistocene. Nó là thành viên duy nhất được biết đến của chi Cervalces ở Bắc Mỹ.

## Đặc điểm

### Mô tả
Nó hơi lớn hơn so với con nai sừng tấm, với một cái đầu giống như nai sừng tấm và chân dài và phức tạp, gạc chúng giống lòng bàn tay. Cervalces Scotti có chiều cao đạt 2,5 m (8,2 ft) và trọng lượng lên đến 708,5 kg (£ 1562). Chúng sinh sống ở Bắc Mỹ trong một thời đại với những động vật lớn khác như voi ma mút lông mịn, con lười đất, bò rừng sừng dài, và hổ răng kiếm.
Nai sừng tấm đực mặc dù đã tuyệt chủng, có nhiều đặc tính thích nghi giúp chúng phát triển mạnh và tồn tại. Những con hươu nai lớn gạc của nó và đã cho chúng rụng vào thời gian mùa đông. Các gạc cho phép những con nai đực xuất hiện lớn hơn nhiều và đáng sợ hơn bản chất thực sự của nó. Các gạc có thể phát triển đến khoảng 06 feet chiều dài. Cái gạc này không chỉ dùng vào mục đích tự vệ, tuy nhiên, gạc đã được sử dụng trong chiến đấu giữa những con đực với nhau trong khi thi đấu để tranh giành một bạn tình là những con nai cái.
Đó là một khả năng mà các gạc đã được phát triển để hỗ trợ cho chúng trong khi tìm kiếm thức ăn trên cây. Các móng phát triển bởi những chúng rất sắc nhọn và được sử dụng để phá vỡ băng và tuyết ở tại địa điểm trong đó thức ăn có thể trên mặt đất. Chúng cũng rất hữu ích trong việc đi lại trên các điều kiện khắc nghiệt ở những môi trường mà chúng sinh sống. 

### Hành vi
Những con nai đực đã có một vài hành vi, các sinh vật được biết đến với sự thận trọng khi cảm nhận nguy hiểm. Điều này bao gồm không làm bất cứ tiếng động hoặc cử động đột ngột. Mặc dù rất lớn, những con nai đôi khi không chọn để chiến đấu với những kẻ săn mồi của nó. Ngoài ra, chúng rất nhanh chóng để bảo vệ con con của chúng khi đối mặt với nguy hiểm.
Điều này cho phép hầu hết con nai tơ phát triển thành nai đực mà không có nhiều rắc rối. Những di chỉ còn lại của những con nai tìm thấy ở hiện đại ngày nay ở Ohio đã gợi ý rằng con nai đực và Homo sapiens có thể đã có thể tương tác. Hóa thạch của hai con hươu-nai và động vật có vú đã tuyệt chủng lớn khác trong khu vực cho thấy những chúng có thể là một mục tiêu thường xuyên của các thợ săn của con người từ sớm. 

## Sinh thái
Những con hươu nai này như một số thành viên khác trong chi của nó, có lẽ đã sống trong đầm lầy và đồng lầy, cũng như quần thể hoa vân sam của rừng taiga. Cũng có những môi trường xung quanh, từ rừng lá kim đài nguyên kết hợp với rừng rụng lá. Những mầm và cây liễu có thể đã không có được các loài thực phẩm thích hợp. Sự thay đổi trong hệ thực vật và động vật có lẽ cũng ảnh hưởng đến điều kiện sống của con chúng trong tiểu bang như Iowa và Wisconsin, nơi những con nai sừng tấm đã được tìm thấy tại hơn 20 địa điểm. 

## Tiến hóa
Tổ tiên của con nai sừng tấm đực này được cho là đã tiến hóa tại lục địa Á-Âu. Những con hươu nai hoặc Cervalces Scotti được cho là liên quan đến các loài nai sừng tấm trán rộng (Cervalces latifrons) một loài tương tự mà đã bị tuyệt chủng vào khoảng thời gian tương tự như những con nai sừng tấm. Nai sừng tấm đực được coi là đã hoàn thành một cấu trúc tương tự như một con nai sừng tấm hiện đại ngày nay. Những con nai đực này sống trong vùng thường xuyên ngập nước, cũng như rừng và là nơi sinh sống của sinh vật như bò xạ rừng, hải ly khổng lồ trong một phạm vi từ miền nam Canada đến Arkansas và từ Iowa đến New Jersey.
Cũng giống như loài đồng cấp hiện đại của nó, chúng là một động vật ăn cỏ với một chế độ ăn uống gồm thực vật và chỉ thực vật với cây cối và rau rợ. Chúng và nai sừng tấm ngày nay chia sẻ sự hiểm nguy trước những kẻ săn mồi phổ biến. Một số động vật ăn thịt đối kháng có thể có của con nai hươu gồm những con sói xám, chó sói khát máu, và gấu nâu. Thông thường, gấu nâu sẽ săn lùng những con hươu-nai còn non hơn là đi săn chúng khi chúng đã lớn. Một động vật ăn thịt có thể có của những con nai này là con sư tử Mỹ trong đó có một sở thích là săn những động vật giống như hươu. Gần kết thúc của thời kỳ Pleistocene, con người bắt đầu đi săn những con nai sừng tấm đực Cervalces Scotti như một nguồn thực phẩm cho họ.

## Tuyệt chủng
Các loài đã bị tuyệt chủng khoảng 11.500 năm trước đây, vào cuối kỷ băng hà gần đây nhất, như là một phần của sự tuyệt chủng hàng loạt của động vật có vú lớn ở Bắc Mỹ. Bằng chứng đầu tiên của chúng được tìm thấy trong thời hiện đại đã được phát hiện tại Big Bone Lick, Kentucky bởi William Clark, vào khoảng năm 1805. Một bộ xương hoàn chỉnh hơn đã được phát hiện năm 1885 bởi William Scott Barryman ở New Jersey, xác ướp cũng được tìm thấy không lâu sau đó
Như các sông băng rút xuống, nai sừng tấm đã vượt qua cây cầu đất Bering từ châu Á có thể đã rời xa cư trú của mình và gây ra tuyệt chủng của nó bởi sự cạnh tranh. Mặc dù không có bằng chứng cổ sinh vật học mà nó được kết hợp với con người, có giả thuyết khác cho sự tuyệt chủng của nó đã được đề xuất. Đáng chú ý, có suy đoán rằng việc săn bắn của con người mới đến đã gây ra sự tuyệt chủng của những con nai này và các loài thú lớn khác. Ngoài ra, một số đề xuất một cơ tuyệt chủng một cách đột ngột bởi bệnh tật được mang đến bởi động vật có vú nhỏ gắn với con người.
Các hóa thạch được biết đến lâu đời nhất của con hươu-nai đã được tìm thấy trên sông Skunk ở Iowa, với các mẫu vật có niên đại khoảng 30.000 năm trước đây. Khu vực này, trong đó các hóa thạch được tìm thấy và ngày ngụ ý rằng những nai đực này sống trước một dải băng khổng lồ bao phủ các khu vực trong đó có người ở, mà cũng có thể là một nguyên nhân gây ra sự tuyệt chủng của nó. Kể từ khi chúng nằm trong một môi trường sống trong rừng, biến đổi khí hậu và mất mát của đồng cỏ tự nhiên cũng có thể đóng một vai trò trong sự tuyệt chủng của nó.
Không có bất kỳ bằng chứng cho thấy những con nai tương tác với con người, thúc đẩy hơn nữa bằng chứng cho thấy sự tuyệt chủng của chúng là không thể so sánh với các loài ăn cỏ lớn đã bị ảnh hưởng rất nhiều bởi sự săn bắn. Các giả thuyết là sự biến mất của con hươu-nai được liên kết với sự xuất hiện của các "con nai sừng tấm thật sự" (Alces alces) thay vào đó. Một lý do khác cho tuyệt chủng có thể là các cuộc cạnh tranh của một số loài ăn thực vật, giống như bò Bison trong hệ sinh thái đồng cỏ mới thay thế cho môi trường rừng vân sam. 